# Anaplecta carioca
Anaplecta carioca är en kackerlacksart som beskrevs av Rocha e Silva 1954. Anaplecta carioca ingår i släktet Anaplecta och familjen småkackerlackor. Inga underarter finns listade i Catalogue of Life.